# Hostun

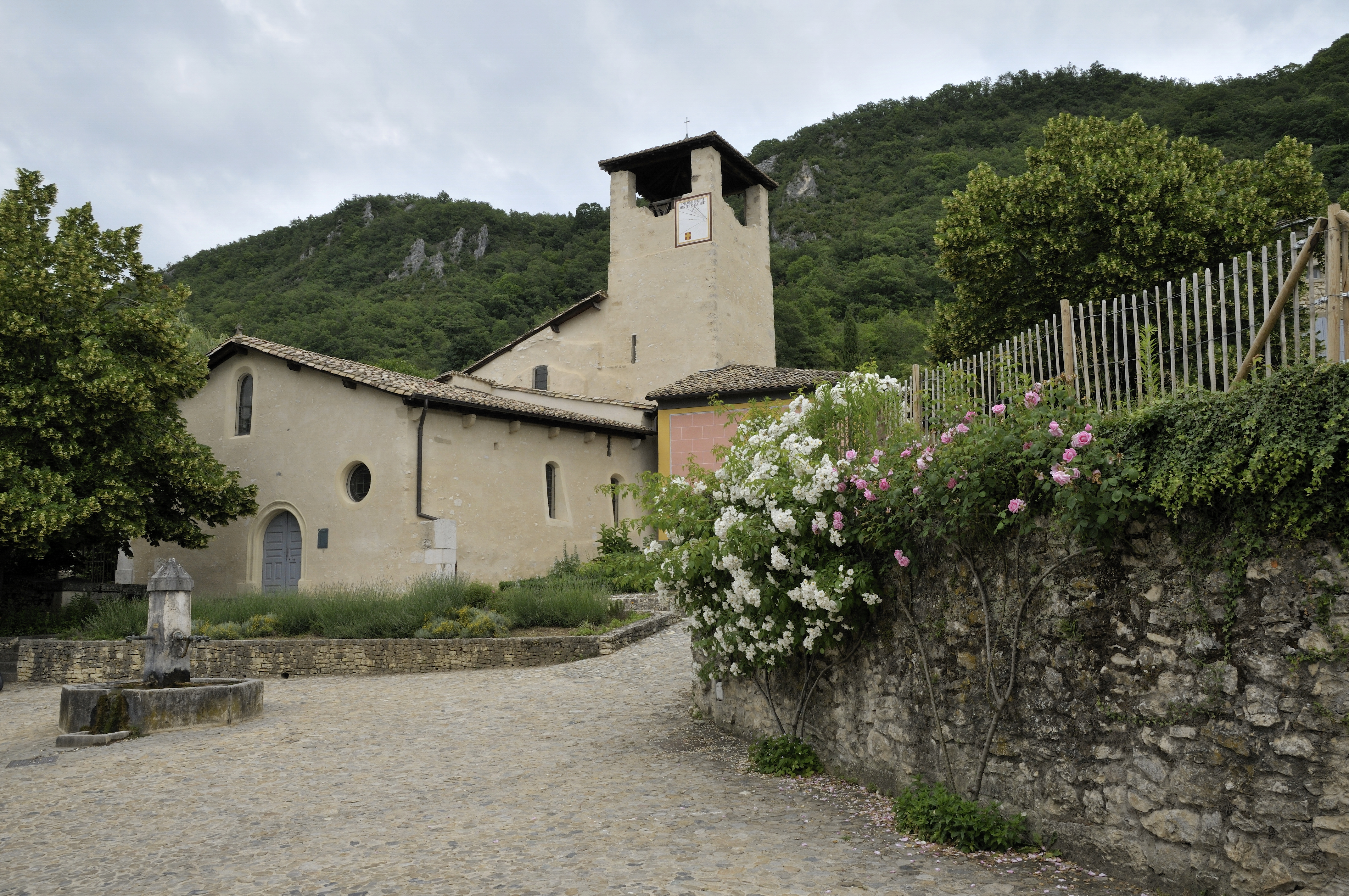
Kościół św. Marcina z XI wieku, 2012

Hostun – miejscowość i gmina we Francji, w regionie Owernia-Rodan-Alpy, w departamencie Drôme.
Według danych na rok 1990 gminę zamieszkiwały 653 osoby, a gęstość zaludnienia wynosiła 36 osób/km² (wśród 2880 gmin regionu Rodan-Alpy Hostun plasuje się na 1019. miejscu pod względem liczby ludności, natomiast pod względem powierzchni na miejscu 591.).